# Siləyli (Qəbələ)
Siləyli è un comune dell'Azerbaigian situato nel distretto di Qəbələ. Conta una popolazione di 256 abitanti.